# Худолей, Игорь Леонидович
Игорь Леонидович Худолей (4 июля 1940, Сталинабад — 11 июля 2001) — российский композитор, пианист, Заслуженный артист России.

## Биография
Игорь Леонидович Худолей родился 4 июля 1940 года в Душанбе. В 1964 г. окончил Московскую консерваторию (класс фортепиано Я. В. Флиера), в 1967 г. — аспирантуру этой же консерватории у Я. В. Флиера. Преподавал в Московской консерватории.
Более десяти лет преподавал в Государственном музыкально-педагогическом институте им. М. М. Ипполитова-Иванова (кафедра фортепиано факультета инструментального исполнительского искусства).
Дочь — Млада Худолей, оперная певица (сопрано), солистка Мариинского театра.
Умер 11 июля 2001 года. Похоронен на Хованском кладбище.

## Творчество

### Композитор
Член Союза композиторов СССР.

#### Избранные произведения
для фортепиано
- Концертная сюита по опере М. Мусоргского «Борис Годунов»
- сюита «Лесные картинки»
- «Поэма»
- транскрипция «Ночи на Лысой горе» М. Мусоргского
- две сонаты

для скрипки
для виолончели
для голоса и оркестра.

### Пианист
Обладал обширным репертуаром: исполнял произведения композиторов-классиков (В. Моцарта, Л. Бетховена, М. Мусоргского, Ф. Шопена, Ф. Листа и др.), в том числе фортепианные концерты И. С. Баха, В. Моцарта, Л. Бетховена, И. Брамса, П. Чайковского, С. Рахманинова, А. Скрябина, произведения композиторов XX века (С. Прокофьева, Д. Шостаковича, Д. Кабалевского, Р. Щедрина, А. Шёнберга, П. Хиндемита, Э. Вилла-Лобоса, А. Берга), а также собственные сочинения.

## Награды и признание
- четвёртая премия на Международном конкурсе имени Виана да Мота (Лиссабон, 1964)
- Победитель Всесоюзного конкурса на лучшую концертную программу в честь 100-летия со дня рождения В. И. Ленина (1970)
- Заслуженный артист России[7]